# AYA Means I Love You
AYA Means I Love You（アヤ ミーンズ アイラブユー）は、NACK5で放送されていたラジオ番組。

## 概要
2013年4月開始。2015年9月までSUNDAY BIRDS -遊びの天才-のコーナー番組として放送していた。
平野の近況、フリートークと各コーナー、曲紹介にて構成されている。タイトルの由来はデルフォニックスの楽曲「La La Means I Love You」からとられており、エンディングテーマにも使われている。

## 放送時間
- 毎週水曜日 23:30-24:00
  - 2015年9月までは毎週日曜日 11:05-11:25（SUNDAY BIRDS -遊びの天才-のコーナー番組）であった。

## パーソナリティー
- 平野綾

## コーナー
- メールの紹介
- 平野堂書店 - 平野が感銘を受けた本と、その本に合った音楽を紹介する。
- お勧めでしょでしょ? - 平野がオススメするものについて紹介する。
- あーやの一言アクタースクール - リスナーの伝えたい一言を平野がレクチャーする。
- らじっとだぴょん - NACK5のマスコットキャラクター「らじっと」になりきり、平野が喋るコーナー。